# Abriès-Ristolas
Abriès-Ristolas is een gemeente in het Franse departement Hautes-Alpes (regio Provence-Alpes-Côte d'Azur). De plaats maakt deel uit van het arrondissement Briançon. Abriès-Ristolas is op 1 januari 2019 ontstaan door de fusie van de gemeenten Abriès en Ristolas. 
1. ↑  Populations de référence 2022.